# Bitis atropos
Pour les articles homonymes, voir Atropos (homonymie).
Espèce
Synonymes
- Coluber atropos Linnaeus, 1758
- Echidna atropos (Linnaeus, 1758)
- Vipera montana Smith, 1826

Statut de conservation UICN

 LC  : Préoccupation mineure
Bitis atropos est une espèce de serpents de la famille des Viperidae.

## Répartition
Cette espèce se rencontre :
- en Afrique du Sud ;
- au Swaziland ;
- au Lesotho ;
- dans l'Est du Zimbabwe ;
- dans le centre du Mozambique.

## Description

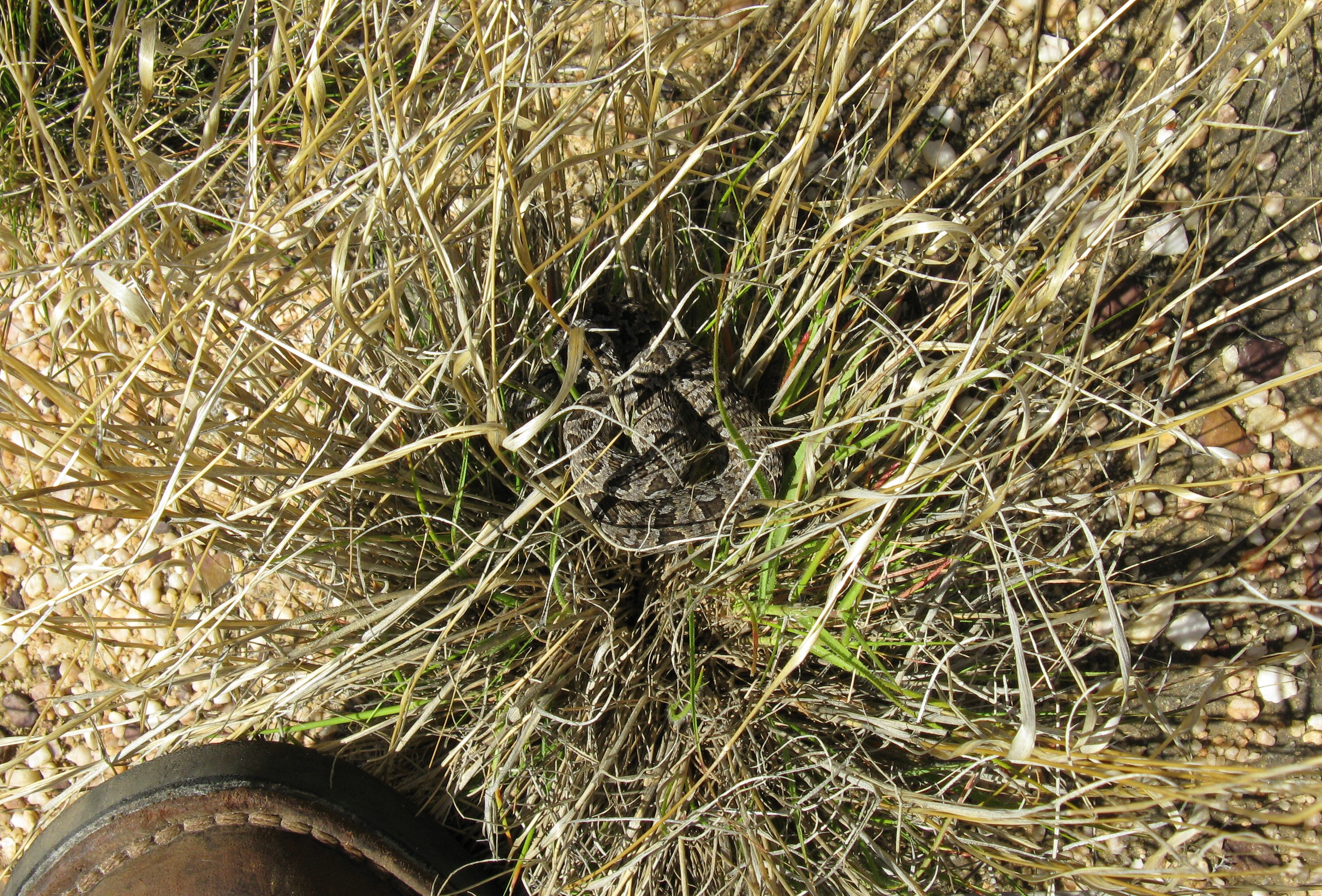
Bitis atropos

Les adultes atteignent 30 à 40 cm, au maximum 50 cm pour les femelles (et 60 cm en captivité). Ces serpents apprécient les habitats avec de fortes précipitations, plutôt frais, et peuvent se rencontrer jusqu'à 3 000 m d'altitude. On les rencontre en général plutôt dans des zones élevées voire montagneuses.

## Liste des sous-espèces
Selon The Reptile Database (24 janvier 2014) :
- Bitis atropos atropos (Linnaeus, 1758)
- Bitis atropos unicolor FitzSimons, 1959

## Publications originales
- Linnaeus, 1758 : Systema naturae per regna tria naturae, secundum classes, ordines, genera, species, cum characteribus, differentiis, synonymis, locis, ed. 10 (texte intégral).
- FitzSimons, 1959 : Some new reptiles from southern Africa and southern Angola. Annals of the Transvaal Museum, vol. 23, no 4, p. 405-409 (texte intégral).